# Антоніу Вашку Алвіш Машаду
Антоніу Вашку да Кунья Лорена Алвіш Машаду (порт. António Vasco da Cunha e Lorena Alves Machado) (13 липня 1963, Лісабон) — португальський дипломат. Надзвичайний і Повноважний Посол Португалії в Україні (з 2020).

## Життєпис
Народився 13 липня 1963 року в Лісабоні. Отримав ступінь права на факультеті наук про людину Католицького університету Португалії.
На дипломатичній роботі працював на посадах: аташе посольства при Державному секретареві з 16 лютого 1989 р.; секретар посольства з 7 червня 1991 року; радник кабінету Державного секретаря португальських громад з 1 лютого 1993 року; Заступник кабінету Державного секретаря португальських громад з 1 лютого 1994 року; в Посольстві в Лондоні з 29 вересня 1995 року; перший секретар посольства з 2 березня 1998 р.; у Державному секретаріаті з 9 серпня 1999 року; Начальник відділу управління Північноамериканської служби Генерального директорату з питань двосторонніх відносин з 11 серпня 1999 року; радник посольства з 18 квітня 2002 р.; в Посольстві Португалії при Святому Престолі та Суверенному та військовому орденах Мальти з 2 серпня 2002 р.; в Посольстві Португалії в Рабаті тимчасово виконував обов'язки глави місії Марокко з 3 жовтня 2006 р.; У Державному секретаріаті з 30 вересня 2010 року.
З 8 жовтня 2010 року — директор Служб міжнародних економічних організацій Генерального директорату з технічних та економічних питань.
З 23 лютого 2012 року — заступник Генерального секретаря Міністерства закордонних справ Португалії, в ранзі Повноважного міністра 2-го класу.
У 2015—2019 рр. — Надзвичайний і Повноважний Посол Португалії в Брюсселі, Бельгія.
23 травня 2015 року вручив вірчі грамоти Королю Бельгії Філіпу І.
З 6 січня 2020 року — Надзвичайний і Повноважний Посол Португалії в Києві, Україна.
25 лютого 2020 року вручив копії вірчих грамот заступнику міністра закордонних справ України Єгору Божку.
29 травня 2020 року вручив вірчі грамоти Президенту України Володимиру Зеленському.